# Дудинская, Наталия Михайловна
Ната́лия Миха́йловна Дуди́нская (8 (21) августа 1912, Харьков, Российская империя — 29 января 2003, Санкт-Петербург, Россия) — советская и российская балерина, педагог. Народная артистка СССР (1957), лауреат четырёх Сталинских премий II степени (1941, 1947, 1949, 1951). Кавалер ордена Ленина (1988).

## Биография
Родилась 8 (21) августа 1912 год в Харькове.
Начала заниматься балетом со своей матерью Наталией Александровной Дудинской (1877—1944), выступавшей под сценическим псевдонимом Тальори. Мать, выйдя замуж за военного — генерала Михаила Михайловича Дудинского, переехала к месту его службы, в Харьков.
В 1923—1931 годах училась в Ленинградском хореографическом училище (ныне Академия русского балета имени А. Я. Вагановой) у А. Я. Вагановой.
По окончании обучения в 1931 году была принята в труппу Ленинградского театра оперы и балета имени С. М. Кирова (ныне Мариинский театр), где танцевала ведущие партии до 1962 года.
Танец Дудинской запечатлён в фильме «Мастера русского балета» (киностудия «Ленфильм», 1953) — балерина исполнила партию Одиллии в отрывке из балета «Лебединое озеро» (принц Зигфрид — Константин Сергеев).
Во время Великой Отечественной войны Наталия Михайловна продолжала свою творческую деятельность: выступала в театрах, на фронтовых концертах, госпиталях, на заводах, в детских домах. Вместе с коллегами приезжала на гастрольные концерты в осаждённый Ленинград. В военные годы сложился творческий дуэт великих артистов балета — Натальи Дудинской и Константина Сергеева.
С 1950-х годов вела педагогическую работу: с 1951 года — преподаватель класса усовершенствования артисток балета, с 1963 по 1978 годы — педагог-репетитор Ленинградского театра оперы и балета имени С. М. Кирова. С 1964 года — педагог Ленинградского хореографического училища имени А. Вагановой (с 1995 — профессор). Среди её учениц: Валентина Ганибалова, Ева Евдокимова, Елена Алканова, Алла Сигалова, Лариса Сычёва, Галина Рахманова, Маргарита Куллик, Ульяна Лопаткина, Анастасия Волочкова.
Также преподавала в хореографических школах США, Японии, Польши, Финляндии.
Внесла большой вклад в развитие современного балетного искусства и театрального репертуара, став первой исполнительницей многих отечественных премьер. При этом способствовала сохранению традиций, возобновлению ряда классических постановок в Мариинском и Большом театрах. Н. М. Дудинская принимала активное участие в работе жюри международных конкурсов балета.
В 2001 году была награждена национальной театральной премией «Золотая маска» в номинации «Честь и достоинство», а также премией «Триумф».
С 1944 года и до конца жизни проживала в Ленинграде — Санкт-Петербурге по адресу Малая Морская улица, д. 2, кв. 13 (бывшая квартира Н. И. Вавилова). Квартира имела отдельный вход с улицы. На доме 26 марта 2004 года установлена мемориальная доска (автор — заслуженный художник России В. Николаев). До этого проживала в доме 23 по ул. Рубинштейна.
Умерла 29 января 2003 года в Петербурге; похоронена на Литераторских мостках, рядом с супругом.

### Семья

Могила Н. М. Дудинской и К. М. Сергеева на Литераторских мостках в Санкт-Петербурге.

- Муж — Константин Михайлович Сергеев (1910—1992), артист балета, балетмейстер и педагог, главный балетмейстер Ленинградского театра оперы и балета в 1951—1955 и 1960—1970 годах. Герой Социалистического Труда (1991), лауреат четырёх Сталинских премий (1946, 1947, 1949, 1951), народный артист СССР (1957).

## Творчество

### Репертуар (основные партии)
- 1932 — «Спящая красавица» П. И. Чайковского — Принцесса Флорина
- 1932 — «Жизель» А. Адана — Жизель
- 1933 — «Пламя Парижа» Б. В. Асафьева — Мирейль де Пуатье
- 1933 — «Лебединое озеро» П. И. Чайковского — Одетта-Одиллия
- 1933 — «Щелкунчик» П. И. Чайковского — Маша
- 1934 — «Дон Кихот» Л. Минкуса — Китри
- 1934 — «Бахчисарайский фонтан» Б. В. Асафьева — Мария
- 1935 — «Эсмеральда» Ц. Пуни — Диана и Эсмеральда
- 1936 — «Утраченные иллюзии» Б. В. Асафьева — Корали
- 1937 — «Корсар» А. Адана и Л. Минкуса — Медора
- 1938 — «Раймонда» А. К. Глазунова — Раймонда
- 1939 — «Лауренсия» А. А. Крейна — Лауренсия
- 1940 — «Тарас Бульба» В. П. Соловьёва-Седого — Панночка
- 1941 — «Баядерка» Л. Минкуса — Никия
- 1942 — «Гаянэ» А. И. Хачатуряна — Гаянэ
- 1946 — «Золушка» С. С. Прокофьева — Золушка
- 1947 — «Весенняя сказка» Б. В. Асафьева — Снегурочка
- 1947 — «Милица» Б. В. Асафьева — Милица
- 1948 — «Раймонда» А. К. Глазунова — Раймонда
- 1949 — «Медный всадник» Р. М. Глиэра — Параша
- 1950 — «Шурале» Ф. З. Яруллина — Сюимбике
- 1951 — «Бахчисарайский фонтан» Б. В. Асафьева — Зарема
- 1952 — «Спящая красавица» П. И. Чайковского — Аврора
- 1953 — «Родные поля» Н. П. Червинского — Галя
- 1955 — «Тарас Бульба» В. П. Соловьёва-Седого — Панночка
- 1958 — «Тропою грома» Кара Караева — Сари
- 1960 — «Вальпургиева ночь» Ш. Гуно — Вакханка
- 1960 — «Маскарад» Л. А. Лапутина — Баронесса Штраль
- 1964 — «Спящая красавица» П. И. Чайковского — Фея Карабос
- «Иван Сусанин» М. Глинки — Вальс

### Фильмография
- 1940 — «Фильм-концерт» — Никия, картина «Тени» из балета «Баядерка» (партнёр — В. М. Чабукиани)
- 1952 — «Концерт мастеров искусств» (фильм-спектакль) — Раймонда
- 1953 — «Мастера русского балета» (фильм-балет) — Одиллия
- 1957 — «Дон Сезар де Базан» (фильм-спектакль) — Испанский танец
- 1964 — «Спящая красавица» (фильм-балет) — Фея Карабос
- 1967 — «Я вас любил» — Зоя Павловна

#### Участие в документальных фильмах
- 1982 — «Этот час волшебный»
- 1983 — «И каждый вечер в час назначенный…»
- 1986 — «Агриппина Ваганова»
- 1989 — «Зазеркалье»
- 1991 — «Рудольф Нуреев как он есть»
- 1993 — «Вечная весна»

#### Фильмы, посвящённые Н. М. Дудинской
- 1973 — «Класс Дудинской»
- 1988 — «Монолог со сценой»
- 1991 — «Рождение танца»
- 1991 — «Урок и сцена»
- 1993 — «Вечная весна»

## Образ в искусстве
В 1956—1967 годах Ленинградский завод фарфоровых изделий выпускал фарфоровые статуэтки Дудинской в роли Сюимбике в балете «Шурале» (модель скульптора В. И. Сычёва).

## Звания и награды
- Заслуженная артистка РСФСР (1939)
- Народная артистка РСФСР (1951)
- Народная артистка СССР (1957)
- Сталинская премия второй степени (1941) — за выдающиеся достижения в области балетного искусства
- Сталинская премия второй степени (1947) — за исполнение заглавной партии в балетном спектакле «Золушка» С. С. Прокофьева
- Сталинская премия второй степени (1949) — за исполнение заглавной партии в балетном спектакле «Раймонда» А. К. Глазунова[7]
- Сталинская премия второй степени (1951) — за исполнение партии Девушки-птицы в балетном спектакле «Али-Батыр» («Шурале») Ф. З. Яруллина (1950)
- Орден «За заслуги перед Отечеством» IV степени (2002) — «за большой вклад в развитие хореографического искусства»[8]
- Орден Ленина (1988)[9]
- Четыре ордена Трудового Красного Знамени (1940, 1972, 1983, 1988)
- Орден Дружбы народов (1982)
- Орден «Знак Почёта» (1939)
- Медаль «За оборону Ленинграда»[10]
- Медаль «За доблестный труд в Великой Отечественной войне 1941—1945 гг.»
- Медаль «В память 250-летия Ленинграда»
- Медаль «За доблестный труд. В ознаменование 100-летия со дня рождения Владимира Ильича Ленина»
- Медаль «Ветеран труда»
- Титул «Российская княгиня» (1997, Российская палата личности при Президенте за личной подписью Патриарха Московского и всея Руси)
- Титул «Женщина года» (1994 и 1996, Национальный биографический институт США)
- Театральная премия Санкт-Петербурга «Золотой софит» — за «творческое долголетие и уникальный вклад в театральную культуру Санкт-Петербурга» (1997)
- Национальная театральная премия «Золотая маска» в номинации «За честь и достоинство» (2002)
- Приемия «Триумф» в области высших достижений литературы и искусства[11]
- Почётный доктор Санкт-Петербургского гуманитарного университета профсоюзов (с 1996)
- Почётный диплом Законодательного Собрания Санкт-Петербурга (1997) — «за заслуги в развитии хореографического искусства в Санкт-Петербурге и в связи с 85-летием»[12]
- Почётный гражданин Санкт-Петербурга (1998)[13]